# Danny Pudi

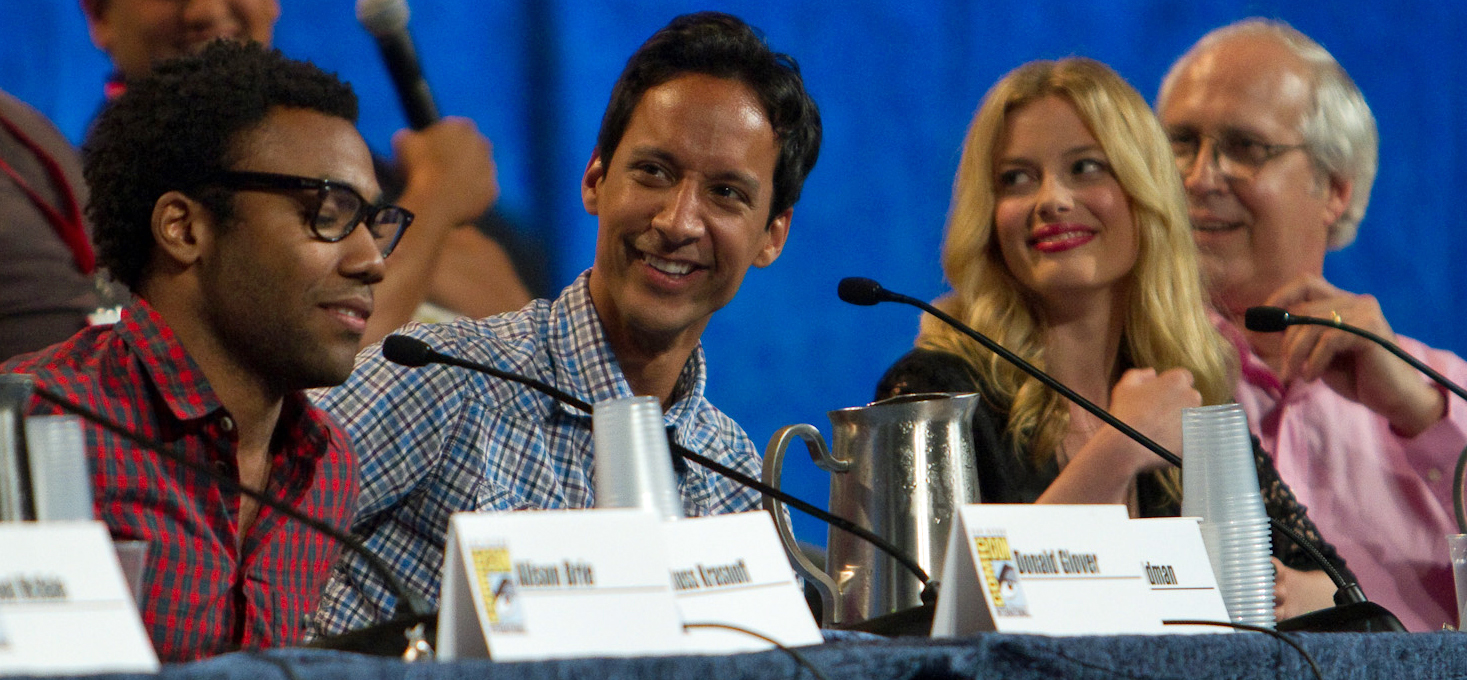
Donald Glover, Danny Pudi, Gillian Jacobs en Chevy Chase tijdens San Diego Comic-Con in juli 2010 (cast van Community)

Daniel Mark 'Danny' Pudi (Chicago, 10 maart 1979) is een Amerikaans acteur, stemacteur, filmproducent, filmregisseur en scenarioschrijver

## Biografie
Pudi werd geboren in Chicago als zoon van een moeder met Poolse afkomst en een vader van Indiase afkomst. Hij doorliep College aan de Notre Dame College Prep in Niles (Illinois). Hierna studeerde hij in 2001 af in theaterwetenschap en communicatiewetenschap aan de Marquette university in Milwaukee. Tijdens zijn studietijd leerde hij ook dansen en acteren in lokale theaters.
Pudi begon in 2006 met acteren in de televisieserie The West Wing, waarna hij nog meerdere rollen speelde in televisieseries en films. Hij is vooral bekend van zijn rol als Abed Nadir in de televisieserie Community waar hij al in 97 afleveringen speelde (2009-2015). 
Pudi is in 2004 getrouwd en heeft hieruit een tweeling.

## Filmografie

### Films
Uitgezonderd korte films.
- 2023 Somebody I Used to Know - als Benny
- 2022 American Dreamer - als Craig
- 2022 Corner Office - als Rakesh
- 2021 Flora & Ulysses - als Miller
- 2020 High & Tight - als Joe Barnes
- 2020 The Argument - als Brett
- 2019 Babysplitters - als Jeff Penaras
- 2018 Good Girls Get High - als mr. D
- 2017 Smurfs: The lost village – Brilsmurf (stem)
- 2016 The Hindenburg Explodes! - als The Great Tony
- 2016 The Morning the Sun Fell Down - als Adam
- 2016 Star Trek: Beyond - als Fi'Ja
- 2016 The Tiger Hunter - als Sami Malik
- 2015 Larry Gaye: Renegade Male Flight Attendant – als Nathan
- 2015 Strange Calls - als Toby
- 2014 Captain America: The Winter Soldier – als monteur
- 2013 Community: Miracle on Jeff's Street – als Abed Nadir (stem)
- 2013 Knights of Badassdom – als Lando
- 2013 Vijay and I – als Rad
- 2013 The Pretty One – als Dr. Rao
- 2012 The Guilt Trip – als Sanjay
- 2012 Flatland 2: Sphereland – Puncto
- 2012 Community: Abed's Master Key – als Abed Nadir (stem)
- 2011 Hoodwinked Too! Hood vs. Evil – als kleine jongen Blue (stem)
- 2011 Fully Loaded – als Danny
- 2009 Road Trip: Beer Pong – als Arash
- 2008 Giants of Radio – als Teddy
- 2007 The Untitled Rob Roy Thomas Project – als ??

### Televisieseries
Uitgezonderd eenmalige gastrollen.
- 2025 Going Dutch - als majoor Abraham Shah - 4 afl.
- 2022-2024 Transformers: Earthspark - als diverse stemmen - 31 afl.
- 2024 Monsters at Work - als Evan (stem) - 2 afl.
- 2024 Avatar: The Last Airbender - als de monteur - 2 afl.
- 2023-2024 Kiff - als diverse stemmen - 4 afl.
- 2023 Strange Planet - als stem - 10 afl.
- 2020-2023 Mythic Quest: Raven's Banquet - als Brad - 26 afl.
- 2020-2022 Mira, Royal Detective - als Sanjeev Joshi (stem) - 9 afl.
- 2021 This Duckburg Life - als Heuy Duck (stem) - 7 afl.
- 2017-2021 DuckTales - als Huey Duck (stem) - 59 afl.
- 2018-2020 Harvey Street Kids - als diverse stemmen - 28 afl.
- 2017 The Guest Book - als Tim - 2 afl.
- 2017 Powerless - als Teddy - 12 afl.
- 2009-2014 Community – als Abed Nadir – 97+ afl.
- 2012 The Book Club – als Danny – 6 afl.
- 2007-2008 Greek – als Sanjay – 4 afl.
- 2006 Gilmore Girls – als Raj – 4 afl.

### Filmproducent
- 2020 High & Tight - film
- 2014 30 for 30 Shorts - korte documentaireserie - 1 afl.
- 2012 The Book Club - televisieserie - 4 afl.

### Filmregisseur
- 2018 Lost Wallet - korte film
- 2014 30 for 30 Shorts - korte documentaireserie - 1 afl.

### Scenarioschrijver
- 2022 Running - korte film
- 2014 30 for 30 Shorts - korte documentaireserie - 1 afl.
- 2011 Where the Magic Happens - korte film
- 2010 Blowout Sale - korte film

- Gemeinsame Normdatei: 1061741680
- International Standard Name Identifier: 0000 0001 1995 4160
- Library of Congress Control Number: n2011034355
- MusicBrainz: d1da0044-6df0-4492-b532-299676acd66a
- Virtual International Authority File: 170975063
- WorldCat: E39PBJx8y3CpRfvhDtCBf6txjC